# Zorochros merkli
Zorochros merkli là một loài bọ cánh cứng trong họ Elateridae. Loài này được Mertlik miêu tả khoa học năm 1998.